# جو أرمسترونغ
جو أرمسترونغ (بالإنجليزية: Joe Armstrong)‏ (29 يناير 1939 بنيوكاسل أبون تاين في المملكة المتحدة - ) هو لاعب كرة قدم بريطاني في مركز مهاجم داخلي. لعب مع ليدز يونايتد ونادي غيتزهد.

## وصلات خارجية
- جو أرمسترونغ على موقع قاعدة بيانات كرة القدم.إي يو (الإنجليزية)